# Танер Кабилов
Танер Кабилов е български политик, евродепутат за мандат 2024 – 2029 година от листата на ДПС и част от групата на Обнови Европа.

## Биография
Танер Кабилов е роден на 28 април 1987 г. в Пловдив, Народна република България. Син е на политика Нихат Кабил.
На европейските избори през юни 2024 г. е избран за член на Европейския парламент.